# Paragryne
Paragryne is een geslacht van hooiwagens uit de familie Cosmetidae.
De wetenschappelijke naam Paragryne is voor het eerst geldig gepubliceerd door Roewer in 1912. 

## Soorten
Paragryne is monotypisch en omvat slechts de volgende soort:
- Paragryne quadrimaculata